# Raicho Vasilev
Raicho Georgijev Vasilev (bulharsky Paихо Георгиев Въсилев, * 17. září 1975, Smoljan, Bulharsko) je bulharský herec a kaskadér. V zahraničních filmech používá pseudonym Raymond Valley.

## Filmografie
- 2010 Falešná identita
- 2009 Spartacus: Krev a písek
- 2009 Hory zalité krví
- 2009 Ninja
- 2008 Přímý kontakt
- 2007 Kyklop
- 2007 Beowulf & Grendel
- 2006 Diamantoví psi
- 2006 Neporazitelný II: Poslední zůstává/Neporazitelný: Poslední zůstává
- 2005 Supervoják SS
- 2004 Inkvizitor
- 2004 Devět životů
- 2004 Pod kontrolou
- 2003 Příšera
- 2002 Peklo
- 2002 Python 2